# حرة كشب
حرة كشب عبارة عن حقل بركاني يقع غرب السعودية، ويبعد حوالي 180 كم شمالي شرق الطائف؛ وتقع الحرة بالقرب من فوهة الوعبة البركانية. ويعتبر واحداً من أكبر الحقول البركانية في السعودية، حيث تغطي مساحة تقدر بحوالي 5,892 كم2.

## المصدر الرئيسي
جبل «الهيل» أو كما يسمى عند أهل المنطقة «أبو مخروم» الواقع بحرة كشب، جنوب مدينة مهد الذهب ويبعد حوالي (180 كم) شمال شرقي محافظة الطائف غرب السعودية.
أكد العلماء أن حرة كشب تشتهر بـ (فوهة الوعبة) أو (فوهة الوهبة) أو (مقلع طمية) كما يسمى، ويوجد بداخل الحرة (جبل الهيل) ويعتقد أن هذا البركان هو المصدر الرئيسي لـ (حرة كشب)، وهو أحدث البراكين التي حدث في المنطقة، لذا نلاحظ أن الحمم التي خرجت منه سوداء اللون وقاتمة، مقارنة بالحمم التي حولها، وهي فوهة جانبية لفوهة أكبر سبقتها بملايين السنين.